# هوپاک

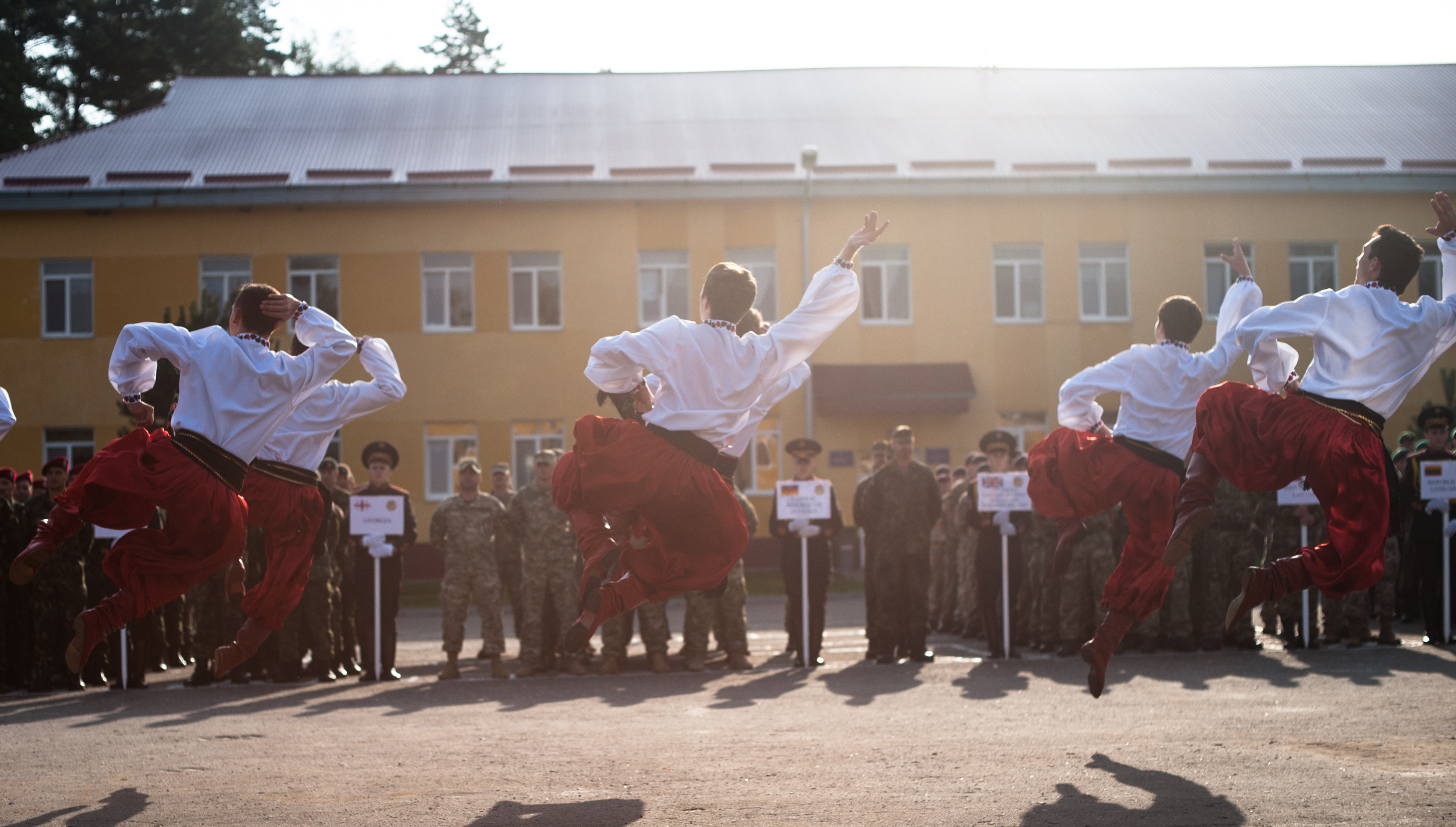
اجرای هوپاک توسط گروه رقص نظامی اوکراین

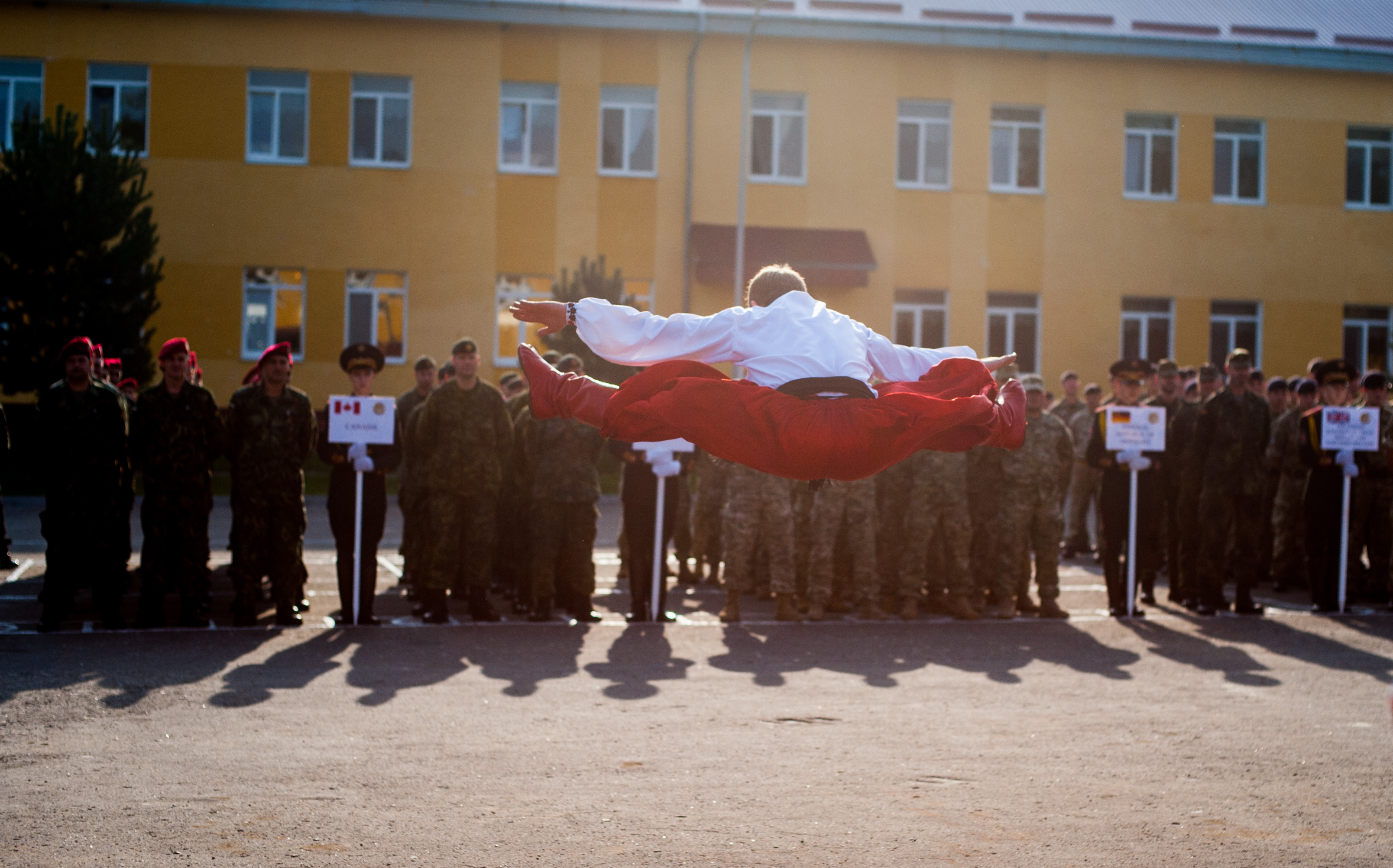
اجرای هوپاک توسط گروه رقص نظامی اوکراین

هوپاک (به انگلیسی: ) (به اوکراینی: гопа́к، آی‌پی‌ای (IPA): [ɦoˈpɑk]) یک رقص فولکلور اوکراینی است که به عنوان یک رقص مردانه که از کازاک‌های زاپوروژی سرچشمه می‌گیرد، اما بعداً توسط زوج‌ها، تک‌نوازان مرد و گروه‌های مختلط رقصندگان رقصیده شد. این اغلب به عنوان یک رقص کنسرت انفرادی توسط گروه‌های رقص آماتور و حرفه‌ای اوکراینی و همچنین سایر اجراکنندگان رقص‌های فولکلور اجرا می‌شود. همچنین در آثار هنری بزرگتری مانند اُپرا، باله و تئاتر گنجانده شده است.
هوپاک اغلب به عنوان "رقص ملی اوکراین" شناخته می‌شود و در کشورهای اسلاو، به ویژه روسیه، بلاروس و لهستان بسیار محبوب است. آهنگ‌های رقص فولکلور مشابهی به نام سیرمپا در لروس، یونان وجود دارد.

## ریشه‌شناسی
نام هوپاک از فعل هوپاتی (به اوکراینی: гопати) به معنای "روی یک پا جستن" و همچنین آوای تعجب (به اوکراینی: гоп) "هوپ!" گرفته شده است؛ که می‌تواند در حین پرش به عنوان حالتی از حیرت یا غافلگیری بیان شود. در نوع روسی به آن گوپاک نیز گفته می‌شود.

## تاریخچه

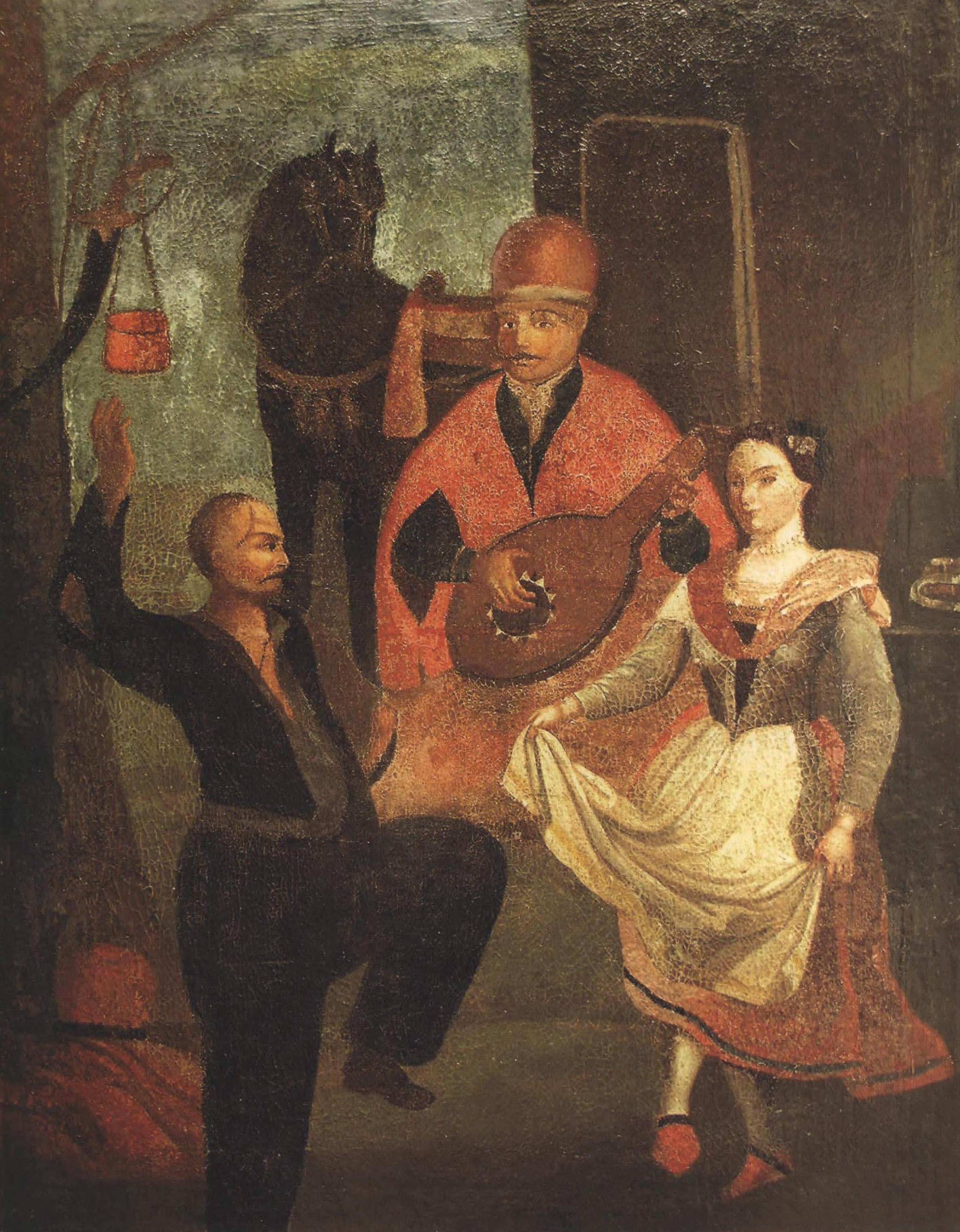
هوپاک (اواخر ۱۸ - اوایل قرن ۱۹ میلادی)

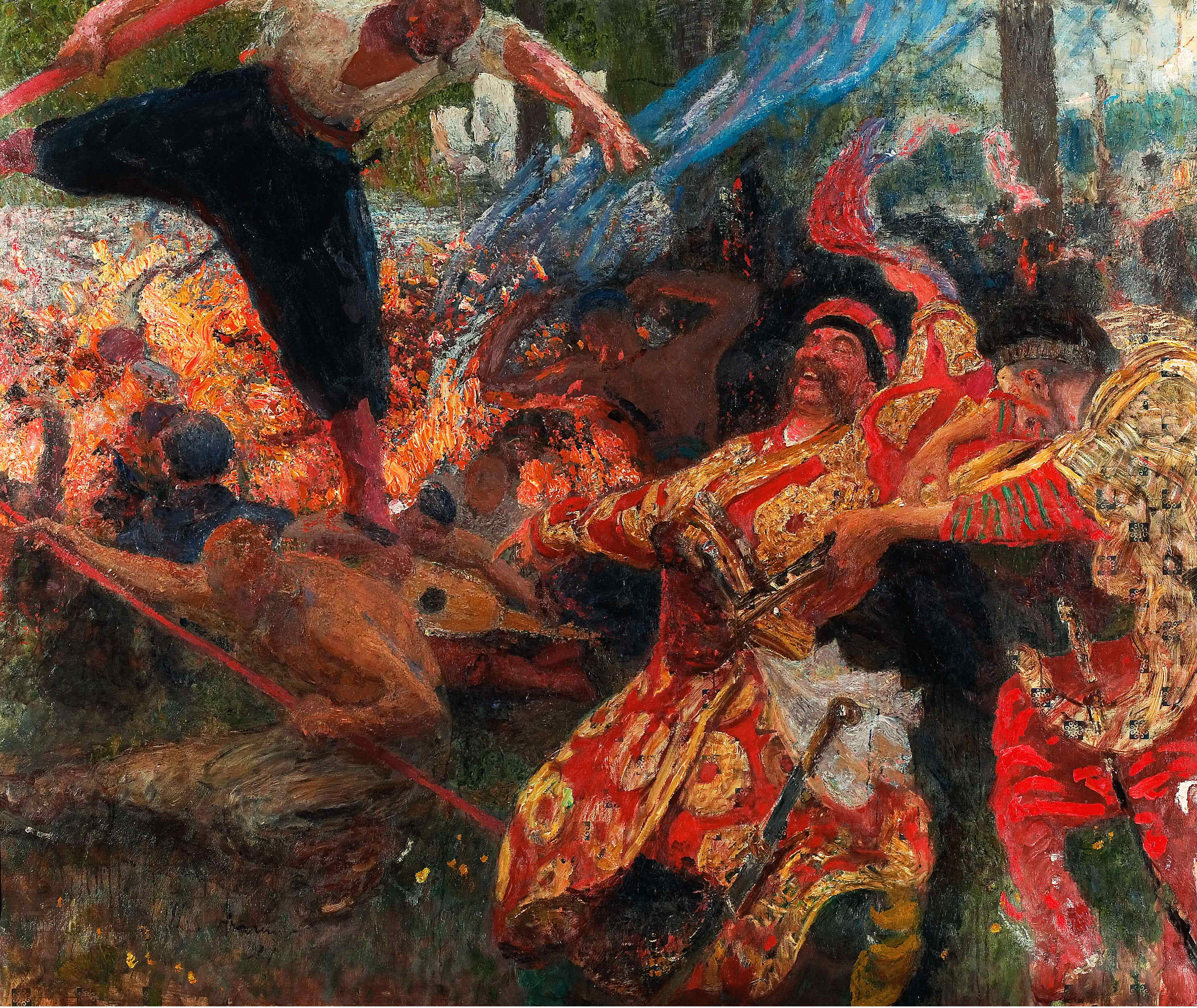
هوپاک (نقاشی متاخر و ناتمام اثر: ایلیا رپین)

همچنین ببینید: رقص اوکراینی

#### تاریخ قرون وسطی
هوپاک در زمان‌های قدیم رقص جنگی پیشوایان بُت‌پرست در نظر گرفته می‌شد که به عنوان یک عمل مقدس تلقی می‌شد، که بعداً توسط کازاک‌های زاپوروژیان سیچ در قرون شانزدهم تا هجدهم استفاده می‌شد. بنابراین، در ابتدا فقط مردان در آن شرکت می‌کردند.
هوپاک در ابتدا به عنوان یک رقص اجتماعی کازاک گسترش یافت (به اوکراینی: побyтовi танці)، و از قرن شانزدهم در سرزمین‌های اوکراین امروزی تمرین می‌شد. در حالی که نظامی‌گرایان زاپوروژیان سیچ عموماً از سرگرمی‌ها و انحراف از آموزش نظامی رُخ در هم می‌کشیدند؛ هنگامی که کازاک‌ها پس از نبرد پیروز باز می‌گشتند، چنین مقرراتی نادیده گرفته می‌شد. کوبزارها و سایر نوازندگان سازهای خود (ویولن، نی‌انبان، باندورا، سیمبالوم و فایف) را می‌نواختند و سایر شرکت‌کنندگان نیز می‌رقصیدند. 
این رقص توسط کازاک‌ها اجرا می‌شد، و در محیطی کاملاً مردانه برگزار می‌شد. بیشتر به صورت جفت می‌رقصیدند. اجراکنندگان سربازان مزدور جوان، خشن و پرهیاهو و نه رقصندگان حرفه‌ای بودند. رقص آن‌ها نوعی دیالوگ است که در آن شخصیت و همچنین قدرت و شجاعت خود را نشان می‌دهند. رقصندگان کازاک در یک دایره ایستاده و حرکاتی خودسرانه را انجام می‌دادند و رفقای آن‌ها با فریاد "هوپ" و "هی!" از آن‌ها حمایت می‌کردند.
به این ترتیب، مراحل رقص اجرا شده عمدتاً بداهه بود، که بازتاب حس مردانگی، قهرمانی، سرعت و قدرت اجراکنندگان بود. مراحل نمایش داده شده شامل پرش‌های آکروباتیک (به اوکراینی: стрибки) زیادی بود. اغلب مضامین این نمایشات بازنمایی مبارزات در میدان نبرد با شمشیر، نیزه یا سایر سلاح‌های واقعی، به شیوۀ پانتومیم بود؛ زیرا اجراکننده به دشمنان نامرئی حمله می‌کند. این رقص‌ها به ریتم‌های خاصی وابسته نبودند و رقصندگان می‌توانستند در هر لحظه سرعت را تغییر دهند.
چنین رقص‌های بزمی از نظر خصوصیات با رقص‌های آیینی قدیمی (به اوکراینی: oбpядовi танці) (رقص ناهار)، مانند خُرُوود (Khorovod) (نوعی رقص دایره‌وار)، که قبلاً آثار غالب طراحی رقص در سرزمین‌های روتنی بودند، تفاوت زیادی داشت؛ وجه تمایز اصلی، جنسیت شرکت کنندگان (همه مرد) در برابر رقص‌های آیینی عمدتاً زنانه بود.
با ارتقاء وضعیت کازاک‌ها در منطقه، هوپاکی شروع به ظهور در روستاهای محدودۀ آن‌ها کرد. برخلاف رقص‌های کاملاً مردانه که در سیچ‌ها یافت می‌شود، این رقص‌ها مختلط بودند و پسران و دختران جوان با هم حرکات جشن را اجرا می‌کردند؛ در حالی که نقش اصلی توسط بازیگران مرد حفظ می‌شد. عناصر ساختاری جدید شروع به اضافه شدن به آن کردند، مانند شکل‌های دایره‌وار و جفت‌هایی که در کنار هم حرکت می‌کردند. این تحولات به احتمال زیاد از تاریخ طراحی رقص‌های آیینی در این منطقه گرفته شده است.
هیچ یک از رقص هایی که کازاک‌ها در این مدت اجرا کردند هرگز ضبط نشد. گیوم لو واسور دی بوپلان (Guillaume Le Vasseur de Beauplan) این واقعیت را ثبت کرد که کازاک‌ها به این شیوه می‌رقصیدند، و گزارش‌های تاریخی دیگر این را تأیید می‌کنند. بعدها، ایوان کوتلیارفسکی و تاراس شوچنکو، هوپاک و رقص کازاک‌ها را در آثار خود گنجانیدند. با این حال، با نابودی سیچ‌ها در قرن هجدهم، این رقص تنها در قالب مختلط روستایی خود به عنوان یک رقص بزمی زنده ماند.

## رقص کنسرت
پس از اینکه رقص‌های به شیوۀ هوپاک مانند در قرن هجدهم در تئاترهای رعیتی و دهقانی روی صحنه اجرا شد، گروه‌های نمایشی حرفه‌ای شروع به گنجاندن این رقص محبوب در کارنامۀ خود کردند. این اجراها فقط هوپاک را در یک اثر بزرگتر مانند اُپِرِت کوتلیارفسکی، از ناتالکا پولتاوکا گنجاند. تنها زحمات یک مجری پیشگام در یک گروه نمایشی، به نام واسیل ورخوینتس قوم‌شناس‌رقص، در اوایل قرن بیستم بود که این رقص را قادر ساخت تا به قالب فعلی خود بپیوندد. کار اولیۀ ورخوینتس مستلزم گردآوری رفتارهای روستایی معتبر در سراسر اوکراین مرکزی و ساخت رقص‌هایی بود که سنن فرهنگی اوکراین را با دقت بیشتری نشان می‌داد. با این حال، پیشرفت او نشان داد که رقص صحنه‌‌ای اوکراینی می‌تواند به عنوان یک هنر نمایشی متمایز، در قالب رقص کنسرت وجود داشته باشد. او و شاگردش واسیل آورامنکو شروع به اجرای نمایش‌هایی در سراسر غرب اوکراین کردند و گروه‌هایی از رقصندگان را در روستاهای دیگر تشکیل دادند.
در بهار ۱۹۳۵ میلادی، سازمان اتحاد-تام روابط فرهنگی با کشورهای خارجی موافقت کرد که هیأتی را به اولین جشنوارۀ بین‌المللی رقص فولکلور در لندن بفرستد. ورخوینتس با لئونید ژوکوف از اُپرا و بالۀ تی. شوچنکو کی‌یف و رقصندگان حرفه‌ای از خانه‌های اُپرای کی‌یف و خارکیف در ساخت سوئیتی به نمایندگی از جمهوری شوروی سوسیالیستی اوکراین کار کردند. ورخوینتس به نوبۀ خود رقصی را طراحی کرد که به "هوپاک لندن" معروف شد (به اوکراینی: лондонський гопак): این یک رقص ۳ بخشی بود که بخش اول از یک رقص مردانه تشکیل شده بود (مثل رقص اصلی کوزاک)؛ بخش دوم، بخش آهسته‌تری که فقط توسط زنان رقصیده می‌شد؛ و در نهایت بخش سوم یک پایان هیجان‌انگیز با رقصنده‌های زن و مرد که صحنه را به اشتراک می‌گذاردند. این رقص همراه با اضافه شدن ژوکوف، در آن تابستان جایزۀ اول جشنواره را از آن خود کرد. هوپاک ۳ بخشی بعداً در سپتامبر در اوکراین به عنوان بخشی از اُپرای زاپوروژیان آن‌سوی دانوب تکرار شد. قالب ۳ بخشی هوپاک متعاقباً توسط بسیاری از گروه‌های رقص فولکلور حرفه‌ای که در طول سال‌ها رقص خود را از هوپاک طراحی کرده‌ بودند، پذیرفته و مورد استقبال قرار گرفت.
در سال ۱۹۹۰ میلادی، بیست نفر از اعضای گروه رقص فولکلور دولتی اتحاد جماهیر شوروی اوکراین، از هم جدا شدند و هوپاک! شرکت رقص اوکراین را ایجاد کردند، اولین شرکت رقص حرفه‌ای مستقل اوکراین، به سرپرستی سرگئی ماکاروف.

## لباس‌های رقص

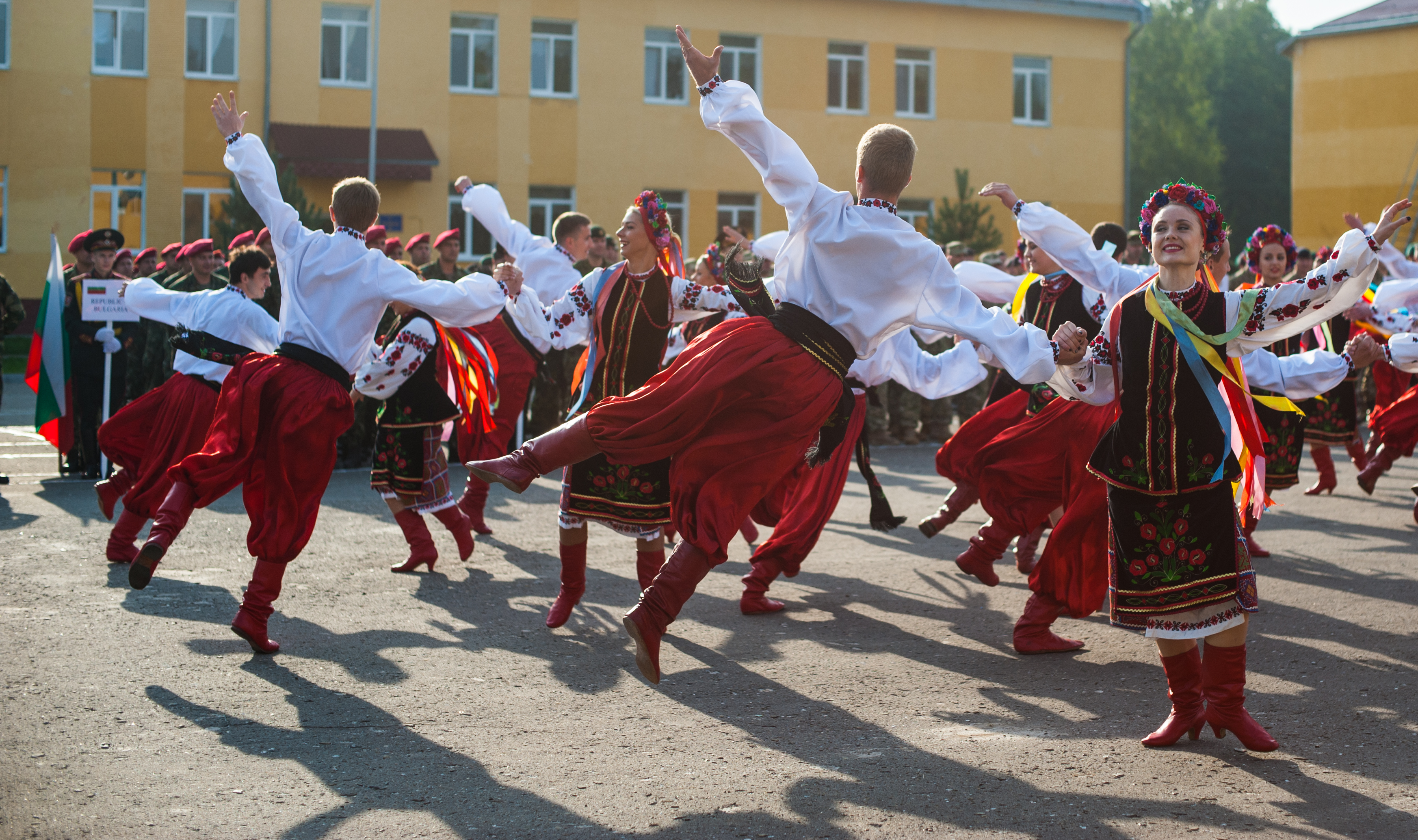
اجرای رقص هوپاک

لباس‌های مردانۀ مورد استفاده برای هوپاک (شلوار قرمز، کمربند رنگی، پیراهن گل‌دوزی، کفش با نوک تیز) یک نمود واقعی کازاک آن زمان است. شلوار شارواری که برای دوخت آن تا ۱۰ متر پارچه مصرف می‌شود، لباس جنگی کازاک‌های زاپوروژی است که نه تنها برای اسب‌سواری، بلکه برای مبارزه با پا [به اصطلاح «رزم هوپاک»] نیز مناسب است. لباس‌های زنان معمولاً لباس‌های تاریخی بخش مرکزی اوکراین (پیراهن گل‌دوزی، کرست، کفش قرمز، تاج گل با روبان) است.

## مراحل رقص

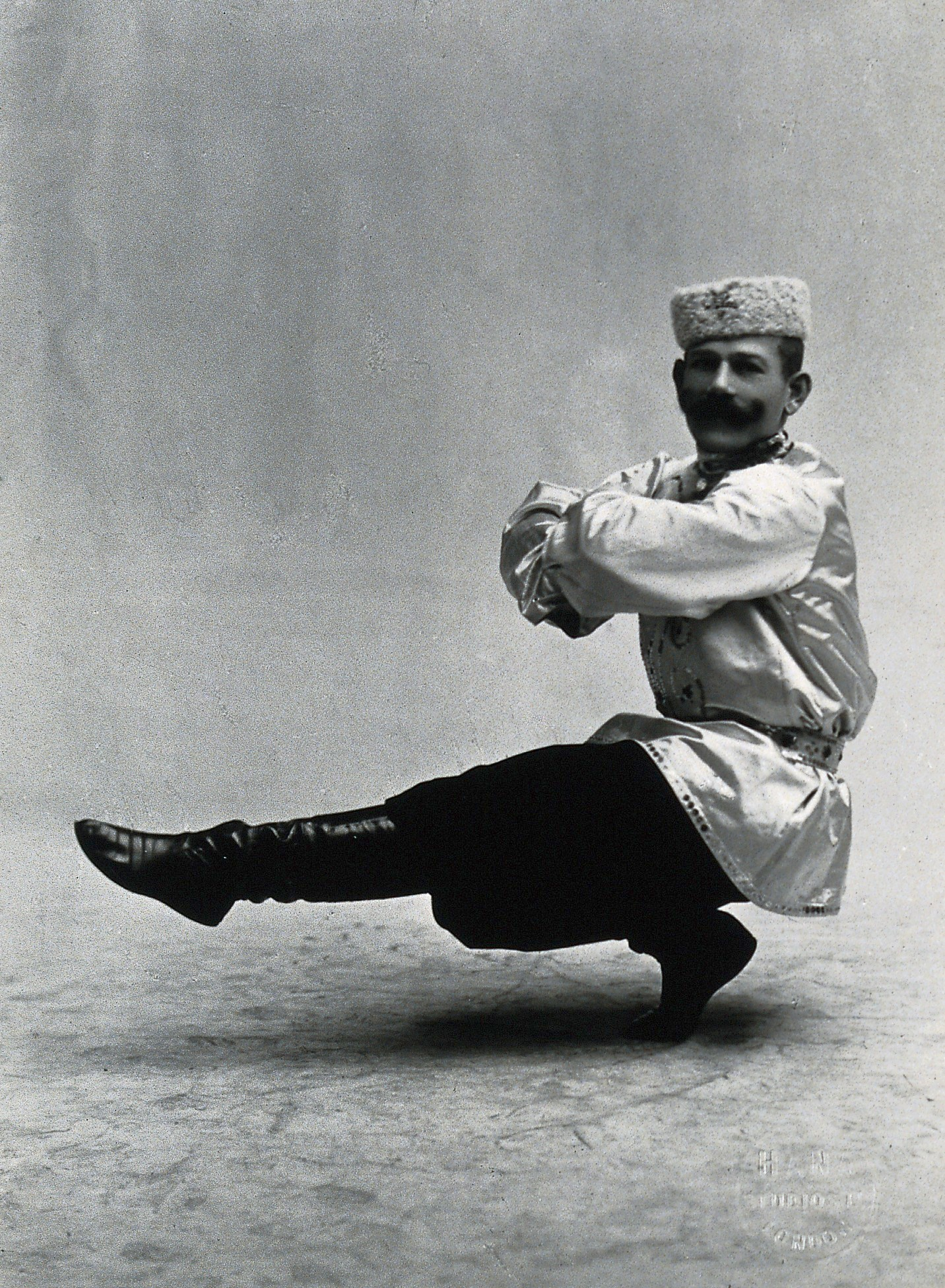
یک حرکت معمول هوپاک، شامل توالی نشستن و برخاستن است

هوپاک امروزی یک رقص طراحی شده است که به گونه‌ای ساخته شده است که پُر از حرکات بداهه به نظر برسد. بسیاری از بخش‌های به ظاهر بداهه شامل رقصنده‌های انفرادی، (معمولاً مردان) می‌شود که از لحاظ بصری و فنی، حرکات آکروباتیک شگفت‌انگیزی را اجرا می‌کنند. این حرکات شامل پرش و چرخش هستند و معمولاً برجسته‌ترین بخش رقص را شامل می‌شوند. یک ویژگی خاص این حرکات نشان دادن قدرت، چابکی، قهرمانی و اشراف اجرا‌کننده است. شرکت‌کنندگان دو به دو در یک دایره حرکت می‌کنند و مردان در نمایش چابکی با هم رقابت می‌کنند.
بقیۀ رقص شامل بسیاری از حرکات است که به طور هماهنگ انجام می‌شوند، (به خصوص با همراهی رقصندگان زن) زنان معمولاً قسمت اشعار موسیقی را می‌رقصند. در حالی که رقصندگان مرد معمولاً بخش‌های بداهه را انجام می‌دهند.
به دلیل سرعت و انرژی مورد نیاز برای اجرای یک هوپاک موفق، این رقص معمولاً در پایان برنامه اجرا می‌شود. مانند بسیاری از رقص‌های اوکراینی، رقصندگان، به ویژه زنان، تا پایان رقص از حرکت باز نمی‌ایستند.
در مناطق غربی اوکراین یک دایرۀ هوپاک وجود دارد که توسط گروهی، حول یک دایره اجرا می‌شود.

## موسیقی هوپاک
موسیقی هوپاک فاقد تمپو یا ملودی استاندارد است، اگرچه میزان ۲/۴ بر اکثر تنظیم‌ها غالب است. رقص قرار است حس بداهه‌پردازی را برانگیزد، بنابراین سرعت موسیقی از بخشی به بخش دیگر تغییر می‌کند و به رقصندگان اجازه می‌دهد تا خود را متمایز کنند. ملودی‌های آهنگ‌های: «هوپ، هرچانیکی من» (به اوکراینی: Гоп, мої гречаники) و «از کی‌یف تا لوبنی» (به اوکراینی: Од Києва до Лубень) در بسیاری از تنظیم‌های هوپاک یافت می‌شوند. هوپاک‌ها معمولاً با سرعتی سریع و خشمگین به پایان می‌رسند، با برخی از مارش‌های پر شور اوکراینی؛ مانند: «سوت‌زدن کازاک‌ها» (به اوکراینی: Засвистали козаченьки).
تعدادی از آهنگسازان هوپاک را به عنوان بخشی از یک اُپرا یا باله ساخته‌اند:

#### اُپراها
- مودست موسورگسکی، در نمایشگاه در سوروچینتسی.
- پیوتر ایلیچ چایکوفسکی، در مازپا.
- نیکلای ریمسکی-کورساکوف، در شب مه.
- منی هولاک-ارتموسکی، در زاپوروژیان آن‌سوی دانوب.

#### باله‌ها
- آرام خاچاتوریان، در گایانه.
- واسیلی سولوویف-سدوی، در تاراس بولبا.
- سزار پوگنی، در اسب گوژپشت کوچولو.
- آناتولی سویچنیکوف، در ماروسیا بوهوسلاوکا.

## در زمینه‌های دیگر
رهبر اتحاد جماهیر شوروی، ژوزف استالین، جانشین نهایی خود، نیکیتا خروشچف (که رئیس حزب کمونیست در اوکراین بود) را مجبور به رقصیدن هوپاک کرد.
هوپاک به عنوان بخشی از مجموعۀ رقص‌نگاری با سوئیت دوستی مردم توسط رقصندگان با لباس‌های اوکراینی در مراسم افتتاحیه بازی‌های المپیک تابستانی ۱۹۸۰ میلادی اجرا شد. این رویداد در زمین استادیوم مرکزی لنین، بر روی سکوی بزرگی در زیر مشعل المپیک که با الگوهای عامیانۀ اوکراینی رنگ‌آمیزی شده بود، اجرا شد.
در دهۀ ۲۰۰۰ میلادی، این موسیقی به طور گسترده برای رقابت‌های آنا بسونووا و ناتالیا گدونکو در جریان ژیمناستیک ریتمیک آن‌ها استفاده شده است. این دو ژیمناست ریتمیک معروف، بومی اوکراین هستند.
هوپاک همچنین در بازی ویدئویی تیم فورترس ۲، به نام ضربۀ کازوتسکی است.

## رزمی
مقالۀ اصلی: رزم هوپاک

## ورزش
در ۲۵ مه ۲۰۱۷ میلادی، شورای عالی اوکراین (ورخوونا رادا) در قرائت دوم، قانون ورزش ملی را تصویب کرد که بر اساس آن هوپاک رسماً به عنوان یک ورزش در اوکراین شناخته می‌شود. به گفتۀ نمایندگان، این لایحه با هدف توسعۀ احیای ملی، احیای سنت‌های ملی و فرهنگی، و آموزش میهنی است.

## یادداشت
1. ↑  هرچانیکی یک غذای سنتی از غذاهای اوکراینی است که به ویژه در منطقۀ لمکو محبوب است. هرچانیکی در واقع نوعی کتلت از گندم سیاه آب پز است. آن‌ها می‌توانند بدون چربی باشند، اما معمولاً حاوی گوشت چرخ کرده و چرب هستند.